# The D.O.C.
The D.O.C. (* 10. Juni 1968 in Houston, Texas; eigentlich Tracy L. Curry) ist ein US-amerikanischer Rapper und Songwriter. Er ist vor allem durch seine Zusammenarbeit mit Dr. Dre auf seinem Album No One Can Do It Better, Dr. Dres The Chronic und Snoop Doggy Doggs Doggystyle bekannt.

## Werdegang
The D.O.C. veröffentlichte 1989 sein Debütalbum No One Can Do It Better über Ruthless Records. Dr. Dre produzierte das Album mit, das sich gut verkaufte. Allerdings erlitt er kurz darauf einen Autounfall, bei dem er fast starb und der bleibende Schäden an seiner Stimme hinterließ. Obwohl er dadurch nicht mehr wie gewohnt rappen konnte, arbeitete er an den als Klassiker geltenden Alben The Chronic von Dr. Dre und Doggystyle von Snoop Doggy Dogg mit. Sein eigenes zweites Album, Helter Skelter, konnte er jedoch erst 1996 auf den Markt bringen, nun mit einer dünnen und kratzigen Stimme. Dementsprechend fielen auch die Verkaufszahlen im Vergleich zum Vorgänger stark ab – ein Trend, der sich beim 2003 erschienenen Album Deuce fortsetzte.

## Diskografie
- 1989: No One Can Do It Better
- 1996: Helter Skelter
- 2003: Deuce
- 2012: Voices Through Hot Vessels